# Могошань (комуна)
Могошань, Могошані (рум. Mogoșani) — комуна у повіті Димбовіца в Румунії. До складу комуни входять такі села (дані про населення за 2002 рік):
- Зевою (988 осіб)
- Кожокару (835 осіб)
- Кірка (188 осіб)
- Мерій (834 особи)
- Могошань (1766 осіб)

Комуна розташована на відстані 61 км на північний захід від Бухареста, 27 км на південь від Тирговіште, 132 км на схід від Крайови, 109 км на південь від Брашова.

## Населення
За даними перепису населення 2002 року у комуні проживали 4611 осіб.
Національний склад населення комуни:
| Національність | Кількість осіб | Відсоток |
| -------------- | -------------- | -------- |
| румуни         | 4504           | 97,7%    |
| цигани         | 106            | 2,3%     |

Рідною мовою назвали:
| Мова      | Кількість осіб | Відсоток |
| --------- | -------------- | -------- |
| румунська | 4520           | 98,0%    |
| циганська | 90             | 2,0%     |
| німецька  | 1              | < 0,1%   |

Склад населення комуни за віросповіданням:
| Релігія       | Кількість осіб | Відсоток |
| ------------- | -------------- | -------- |
| православні   | 4583           | 99,4%    |
| п'ятдесятники | 20             | 0,4%     |
| реформати     | 3              | 0,1%     |
| адвентисти    | 3              | 0,1%     |
| мусульмани    | 1              | < 0,1%   |
| бретрени      | 1              | < 0,1%   |